# Petra Kelly

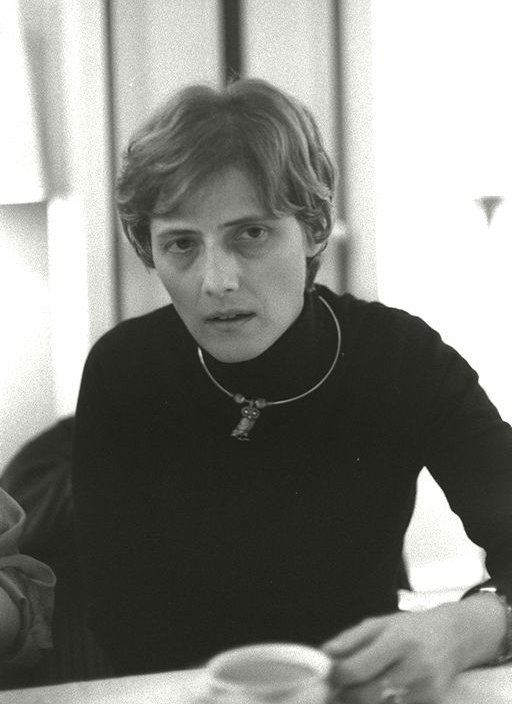
Petra Kelly

Petra Karin Kelly (ur. 29 listopada 1947 w Günzburgu, zm. 1 października 1992 w Bonn) – niemiecka polityk, członkini partii Zielonych.

## Życiorys
Urodziła się jako Petra Lehmann. Na skutek adopcji przez pułkownika J.E. Kellyego zmianie uległo jej nazwisko.  W latach 1966–1970 studiowała nauki polityczne w Waszyngtonie w Stanach Zjednoczonych.
W 1968 roku uczestniczyła w kampanii prezydenckiej Roberta F. Kennedy’ego i Huberta Humphreya. W latach 1972–1982 pracowała dla Komisji Europejskiej w Brukseli. W 1979 roku była jedną z założycielek niemieckiej partii Zielonych. Zasiadała w Bundestagu jako deputowana tej partii w latach 1983–1990.
W roku 1982 otrzymała Right Livelihood Award (zwaną również „alternatywną Nagrodą Nobla”) – „za nową wizję wiążącą ekologię z problemami rozbrojenia, sprawiedliwości społecznej i prawami człowieka”.
Prawdopodobnie zastrzelona w Bonn w czasie snu przez swojego partnera życiowego gen. Gerta Bastiana, który następnie popełnił samobójstwo. Podejrzenie wspólnego samobójstwa zostało wykluczone.
Jej pierwsza książka, Fighting for Hope, ukazała się w roku 1984 (ISBN 0-89608-216-4). Wydała również książki poświęcone Hiroszimie, Tybetowi, religii i dzieciom chorym na raka. Pośmiertnie ukazał się zbiór jej esejów Thinking Green! Essays on Environmentalism, Feminism, and Nonviolence (1994, ISBN 0-938077-62-7).
Od roku 1998 Fundacja im. Heinricha Bölla przyznaje nagrodę im. Petry Kelly za działania na rzecz praw człowieka, ekologii i świata bez przemocy.